# Comarca de Setúbal
A comarca de Setúbal é uma comarca integrada na divisão judiciária de Portugal. Tem sede em Setúbal.
A comarca abrange uma área de 4 480 km² e tem como população residente 305 349 habitantes (2011).
Integram a comarca de Setúbal os seguintes municípios:
- Setúbal
- Alcácer do Sal
- Grândola
- Palmela
- Santiago do Cacém
- Sesimbra
- Sines

A comarca de Setúbal integra a área de jurisdição do Tribunal da Relação de Évora.
Dispõe da seguinte página Web: https://comarcas.tribunais.org.pt/comarcas/nucleo.php?com=setubal&nucleo=SET%C3%9ABAL&id_nucleo=186.